# 암스테르담 대학교

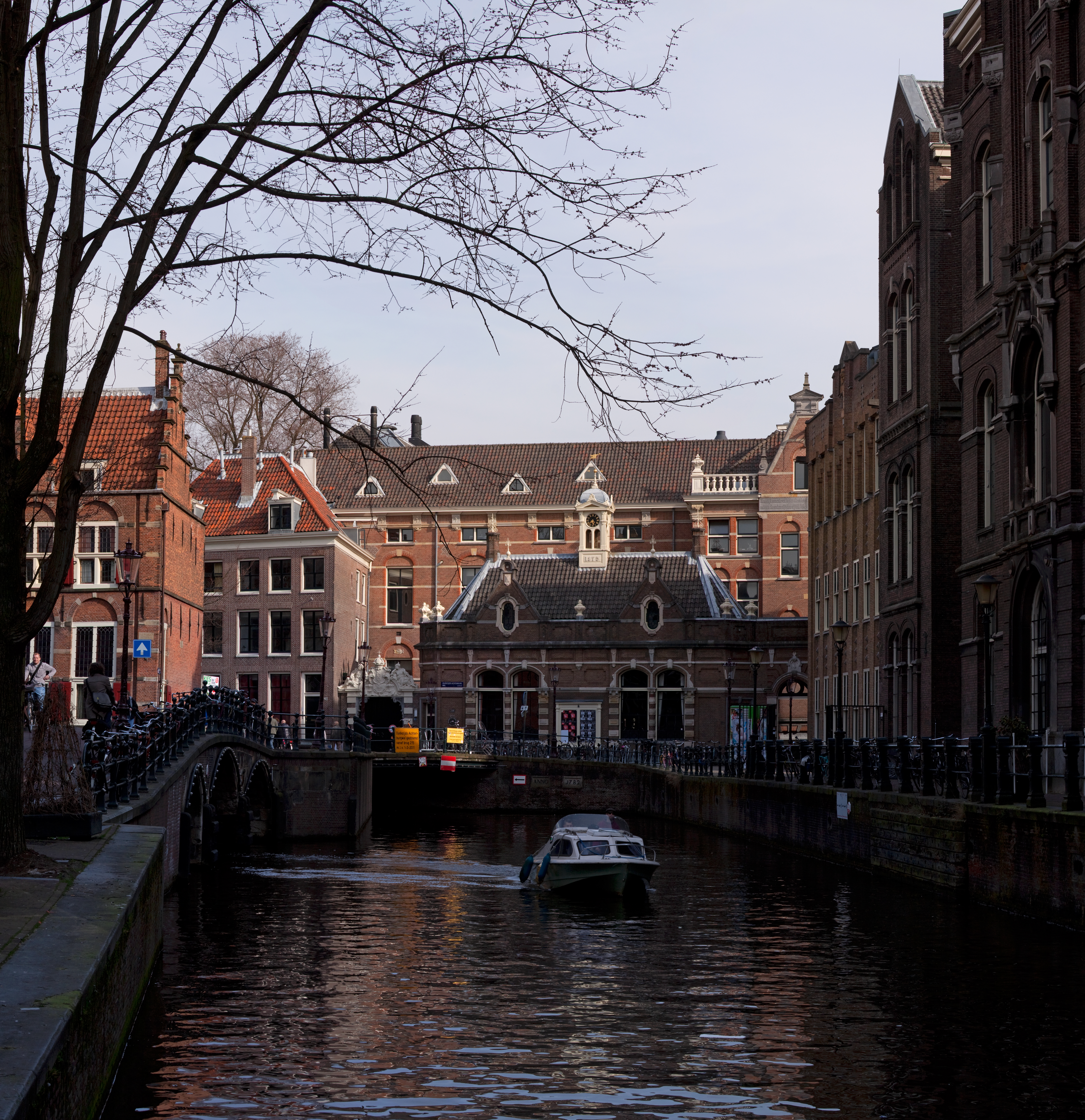
암스테르담 대학교 Universiteitskwartier 캠퍼스의 건물

암스테르담 대학교(네덜란드어: Universiteit van Amsterdam, 영어: University of Amsterdam, 약칭: (UvA))는 네덜란드 암스테르담에 있는 대학교다. 1632년 Athenaeum Illustre로 출발하였으며 1877년에 암스테르담 대학교로 개칭하였다. 암스테르담 대학교는 40,000명 이상의 학생, 6,000명의 직원, 3,000명의 연구원 및 8억 5,000만 유로의 연간 예산을 보유하고 있어 유럽에서 가장 큰 연구 대학 중 하나이다. 인문학, 사회·행동과학, 경제·경영학, 법학, 자연과학, 약학 그리고 치의학 등 7개의 학부가 있으며, 암스테르담 시내에 Universiteitskwartier, Roeterseilandcampus, Science Park Amsterdam, Amsterdam UMC 캠퍼스가 있다. 강력한 국제화 프로그램을 제공하고 있으며 85개의 영어 석사 프로그램을 제공할 뿐만 아니라 네덜란드어와 영어 학사과정도 제공한다.
암스테르담 대학교는 6명의 노벨상 수상자와 5명의 네덜란드 총리를 배출했다. 2022년 QS 세계대학랭킹에서 55위에 올라, 유럽에서 14위, 네덜란드에서 1위를 기록했다. 
암스테르담 대학교와 암스테르담 자유 대학교는 이름이 비슷하지만 완전히 다른 대학교이다. 두 대학이 암스테르담에 있으며 선의의 경쟁을 하는 연구 대학들이다. 